# Sfântul Ermolae
Ermolae din Nicomidia (în greacă Ερμόλαος, transliterat: Ermolaos; d. 305) a fost un martir creștin din Nicomidia care a fost ucis, împreună cu Ermip și Emocrat, în timpul persecuției lui Dioclețian. Este prăznuit în bisericile de tradiție bizantină  pe 26 iulie, iar în cele de tradiție latină pe 27 iulie. 

## Biografie
Sfântul Ermolae este cunoscut din hagiografia Sfântului Pantelimon. Potrivit acestei hagiografii, Ermolae era preot, iar Ermip și Ermocrat erau membri ai clerului (sau preoți într-o versiune ulterioară) în Nicomidia. Biserica din Nicomidia a fost incendiată de prigonitorii păgâni în ajunul Crăciunului anului 304, în timpul domniei împăratului Dioclețian, iar cei aproximativ 20.000 de creștini din cetate au fost uciși. Preotul Ermolae și creștinii Ermip și Ermocrat s-au ascuns într-o casă particulară și au continuat să predice Evanghelia printre locuitorii păgâni ai cetății. Unul dintre păgânii convertiți la creștinism a fost medicul Pantoleon, viitorul Mare Mucenic Pantelimon. Acesta din urmă a fost denunțat de medicii păgâni din cetate și a fost arestat; el a mărturisit că era creștin și, neputând să mintă, a dezvăluit numele preotului care-l botezase și locul unde se ascundea. Bătrânul Ermolae a fost arestat, împreună cu slujitorii săi, Ermip și Ermocrat, au mărturisit că sunt creștini și nu au vrut să se închine idolilor împăratului Maximian, fiind apoi decapitați.
Hagiografia indică faptul că preotul Ermolae l-a învățat arta tămăduirii prin credință pe Sfântul Pantelimon. În legătură cu această situație, Ermolae este pictat adesea pe icoane cu ustensile medicale în mâini și alături de alți mucenici doctori fără de arginți (împreună cu ucenicul său, Pantelimon, Cosma și Damian, Chir și Ioan). În mod tradițional, Ermolae este reprezentat ca un bătrân cu păr cărunt, cu o barbă mică, îmbrăcat în haine preoțești sau pur și simplu în tunică și mantie, în icoanele sale din bisericile din Cappadocia (inclusiv Goreme), Kastoria, Sicilia (în Biserica Martorana din Palermo, Cappella Palatina din Palermo, Catedrala din Monreale) sau din Biserica Sf. Nicolae Orfanos din Salonic. Cele mai vechi icoane ale Sf. Ermolae din Rusia sunt frescele din Catedrala Sfânta Sofia din Kiev și din Biserica Schimbării la Față de la Mănăstirea „Sf. Eufrosina” din Poloțk. 
O parte din moaștele Sf. Ermolae se află în Biserica „Sf. Simion” din Veneția, iar o altă parte în Catedrala din Benevento.